# أبريل ساول
أبريل ساول (بالإنجليزية: April Saul)‏ هي كاتِبة وصحفية أمريكية، ولدت في 27 مايو 1955 في بروكلين في الولايات المتحدة.